# Batalla de Falconara
La batalla de Falconara fou una de les batalles de la Guerra de Sicília.

## Antecedents
La mort d'Alfons el Franc el 1291 donà origen, quatre anys més tard, a un gran conflicte entre la Corona d'Aragó i el Regne de Sicília car Jaume el Just fou proclamat rei de la Corona d'Aragó i delegà el regne de Sicília en el seu germà petit, Frederic.
La pau d'Anagni es va signar el 1295, i en ella Jaume el Just cedia el Regne de Sicília als Estats Pontificis i rebia del papa en compensació 12.000 lliures torneses i probablement la promesa d'infeudació de Còrsega i Sardenya, el casament de Jaume el Just amb Blanca de Nàpols, filla de Carles II d'Anjou i el retorn dels tres fills que Carles II d'Anjou havia hagut de deixar com a ostatges a Catalunya en canvi de la seva llibertat el 1288 alteraren radicalment la situació, car els sicilians es consideraren deslligats de la fidelitat deguda a Jaume II de Mallorca. En el mateix document, Carles I de Valois renunciava a la Corona d'Aragó i Jaume el Just tornava les Balears a Jaume II de Mallorca, a qui havien estat confiscades per Alfons el Franc. Frederic II de Sicília es va opoasar i va comptar amb el suport de molts dignataris catalans de Sicília, sent coronat rei de Sicília el 25 de maig de 1296, i iniciant una ofensiva a Calàbria. Roger de Llúria, desposseït dels seus castells sicilians, va passar a Calàbria on va intentar un aixecament contra Frederic, però fou derrotat en la batalla de Catanzaro i va tornar a Catalunya a bastir un nou estol en nom de Jaume el Just.
Jaume el Just anà a Roma el 1297 on Bonifaci VIII el va requerir per atacar a Frederic, que es negava a lliurar Sicília a l'Església i als angevins. La flota va desembarcar i prendre Patti, i assetjar Siracussa. Joan de Llúria fou mort i Jaume el Just va aixecar el setge per preparar un nou estol per atacar Sicília.
Felip I de Tàrent el 12 de juliol 1294 fou nomenat vicari general del Regne de Siciília, i va preparar la invasió de l'illa el novembre de 1299, amb cinquanta galeres i nombrosa tropa i nobles, amb els quals va assetjar Trapani. Frederic va aplegar als seus a Castrogiovanni i va marxar per aixecar el setge de Trapani, trobant-se els exèrcits a Falconara, entre Marsala i Trapani.

## Batalla
Felip I de Tàrent va dividir les seves forces a la manera feudal, en tres cossos de batalla de costat, amb ell mateix comandant el dret, el centre pel mariscal Broglio dei Bonsi, i l'esquerra per Tommaso di Sanseverino comte de Marsico.
Frederic II de Sicília va usar una tàctica similar, amb ell al centre únicmaent amb infanteria, l'esquerra amb Blasco d'Alagó el vell, amb uns pocs cavallers i els almogàvers amb Ramon III de Montcada i Berenguer d'Entença i de Montcada, i a la dreta, la cavalleria de Siena.
La batalla va començar quan l'esquerra siciliana va avançar cap a Sanseverino, respost amb un bombardeig dels ballesters angevins sobre els almogàvers, per a continuació carregar Felip l'esquerra siciliana on va trobar una forta resistència, movent-se cap al centre on estava Frederic, cosa que va impedir a Broglio dei Bonsi atacar i va permetre que Blasco d'Alagó ataqués amb els almogàvers sobre Felip, i la seva cavalleria es va desbandar, de manera que Felip va caure presoner.

## Conseqüències
Amb Felip I de Tàrent capturat, Frederic II de Sicília va entrar a Trapani victoriós.